# John Gill (escalador)
John Gill (nacido el 16 de febrero de 1937) es un matemático estadounidense y un conocido escalador de rocas. Dentro del mundo de la escalada está considerado por muchos como el padre del Búlder.

## Comienzo y carrera profesional

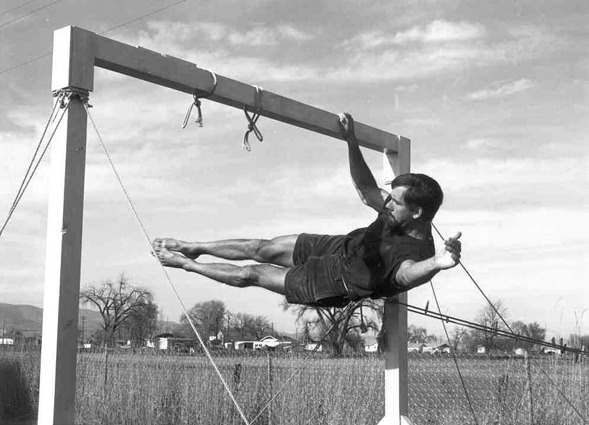
John Gill, ejecutando un levantamiento frontal sobre un solo brazo a finales de los años 60. Gill es conocido por su aplicación de los movimientos gimnásticos a la escalada.

Gill pasó su infancia en varias ciudades del sur de Estados Unidos, graduándose en el Bass High School de Atlanta, Georgia, en 1954, y siendo alumno de Georgia Tech en el periodo 1954−1956. Se graduó en Matemáticas en 1958 por la Universidad de Georgia (Georgia University), ingresando en la USAF como teniente segundo.  Siguió un programa especial sobre Meteorología en la Universidad de Chicago en el periodo 1958-1959 para ser después asignado a la Base Aérea Glasgow en Montana hasta 1962.  Acabó renunciando de la reserva de la USAF como capitán. Tras obtener un Máster en matemáticas por la Universidad de Alabama en 1964, acabó siendo profesor en la Murray State Universidad en el periodo 1964−1967. En 1967 es inscribió como alumno graduado en la Colorado State University y recibió su doctorado (PhD) en 1971 en el área del análisis complejo clásico. Su tesis de doctorado Sobre Trasformaciones de Möbius tuvo como director a Arne Magnus. En el 2000, Gill se jubila de su puesto de profesor de matemáticas  en la University of Southern Colorado. Durante su carrera como profesor, escribió y publicó una treintena de artículos de investigación matemática en áreas próximas a la teoría analítica de las fracciones continuas. También inició la publicación de una modesta revista de matemáticas llamada Communications in the Analytic Theory of Continued Fractions, conjuntamente con John McCabe de St Andrews University.

## Creador del Búlder moderno: magnesio, movimientos y estilo de vida

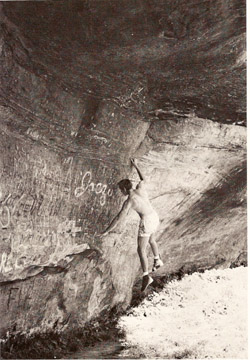
John Gill, ejecutando un movimiento dinámico a mediados de los años 60.

John Gill comenzó su trayectoria de montañismo en 1953 como un escalador tradicional. A mediados de los 50 ya había empezado a especializarse en rutas muy cortas y acrobáticas en salientes y masas de piedra (llamadas boulders en ingleś). Destacó por la dificultad de sus ascensos, llamados problemas entre los practicantes de la escalada, considerablemente más duros que los que se realizaban en aquella época. Siendo un gimnasta y pensando en la escalada como una extensión de la gimnasia, introduce a mediados de los 50 el uso de polvo de magnesio como complemento para asegurar la posición de las manos en la escalada, costumbre que se acabaría generalizando.  Al mismo tiempo introduce el control de la dinámica, practicando un estilo de escalada tan influenciada por la gimnasia que prioriza la forma y la gracia de los movimientos sobre la simple eficiencia del ascenso. En la ejecución de sus ascensos se esforzaba en mantener líneas rectas y un contacto mínimo con la roca, siempre prefiriendo aplicar la fuerza muscular, hasta el punto de evitar movimientos más eficientes como el gancho de tacón, el cual consideraba poco estético. Su forma de enfocar el Búlder, con un estilo que priorizaba la dificultad junto con la expresión artística, raramente ha sido seguido por los escaladores de su generación y sigue siendo inusual en la actualidad, manteniéndose la dificultad de sus ascensos aún difícil de superar. Hay que tener en cuenta que desde su punto de vista, el Búlder era también una práctica de meditación en movimiento.
Aunque no es el pionero de la disciplina del Búlder, destacando Oscar Eckenstein (1859–1921) y Pierre Allain (1904–2000) antes que él, Gill fue probablemente el primero en la historia de la escalada de roca en hacer del Búlder su única especialidad y en difundir su práctica como un deporte en sí mismo, promoviendo la búsqueda de terrenos para su realización. Su enfoque y el altísimo nivel de sus ascensos de gran dificultad inspiró a un gran número de escaladores tradicionales que comenzaron a tomar como una disciplina seria lo que hasta entonces se consideraba un simple entrenamiento. John Gill introdujo en 1950 el que puede considerarse como primer sistema diseñado para graduar y comparar la dificultad de un ascenso en Búlder. El sistema (B1, B2, B3) posee 2 niveles de dificultad subjetiva y un nivel de dificultad objetiva y, aunque en desuso en la actualidad, es el origen de otros sistemas de graduación actuales.  Tras su retirada, dedicó varios años a investigar los orígenes de la escalada de roca, en particular del Búlder. 

## Investigación matemática
Gill comenzó estudiando el comportamiento y la convergencia de infinitas composiciones de funciones complejas a finales de los 60, centrándose en transformaciones fraccionarias lineales (del tipo de las transformaciones de Möbius). Tras establecer condiciones necesarias para la convergencia en los casos parabólico y elíptico, descubrió la forma de acelerar la convergencia en los límites de fracciones continuas periódicas utilizando un punto fijo atractor y, después, para construir continuaciones analíticas de ciertas fracciones continuas utilizando un punto fijo repulsor. Desarrolló la teoría inicial sobre la convergencia de casos más generales de composiciones infinitas contractivas.